# Hydrelia pampesia
Hydrelia pampesia är en fjärilsart som beskrevs av Louis Beethoven Prout 1938. Hydrelia pampesia ingår i släktet Hydrelia och familjen mätare. Inga underarter finns listade i Catalogue of Life.